# Sebastian Kamiński
Sebastian Kamiński (ur. 15 sierpnia 1992 w Pleszewie) – polski piłkarz, występujący na pozycji pomocnika. Wychowanek Promienia Opalenica, w swojej karierze grał także w takich zespołach jak Gryf Słupsk, Jarota Jarocin, KS Polkowice, Flota Świnoujście, Zawisza Bydgoszcz, Bytovia Bytów, Widzew Łódź, Olimpia Grudziądz i Olimpia Elbląg.

## Statystyki kariery
(aktualne na dzień 13 czerwca 2016)
| Klub               | Sezon              | Liga               | Liga  | Liga   | Puchar Polski | Puchar Polski | Europa | Europa | Suma  | Suma   |
| Klub               | Sezon              | Liga               | Mecze | Bramki | Mecze         | Bramki        | Mecze  | Bramki | Mecze | Bramki |
| ------------------ | ------------------ | ------------------ | ----- | ------ | ------------- | ------------- | ------ | ------ | ----- | ------ |
| Promień Opalenica  | 2008/09            | III liga           | 11    | 1      | 0             | 0             | –      | –      | 11    | 1      |
| Gryf Słupsk        | 2010/11            | III liga           | 26    | 2      | 0             | 0             | –      | –      | 26    | 2      |
| Jarota Jarocin     | 2011/12            | II liga            | 32    | 2      | 1             | 0             | –      | –      | 33    | 2      |
| Jarota Jarocin     | 2012/13            | II liga            | 31    | 7      | 0             | 0             | –      | –      | 31    | 7      |
| KS Polkowice       | 2013/14            | II liga            | 13    | 1      | 1             | 0             | –      | –      | 14    | 1      |
| Flota Świnoujście  | 2013/14            | I liga             | 11    | 0      | 0             | 0             | –      | –      | 11    | 0      |
| Flota Świnoujście  | 2014/15            | I liga             | 18    | 0      | 2             | 0             | –      | –      | 20    | 0      |
| Zawisza Bydgoszcz  | 2014/15            | Ekstraklasa        | 16    | 0      | 0             | 0             | –      | –      | 16    | 0      |
| Zawisza Bydgoszcz  | 2015/16            | I liga             | 26    | 1      | 6             | 0             | –      | –      | 32    | 1      |
| Ogólnie w karierze | Ogólnie w karierze | Ogólnie w karierze | 184   | 14     | 10            | 0             | 0      | 0      | 194   | 14     |